# HD 134255
HD 134255，又名CD-3810020，SAO 206352、HR 5636，是一颗恒星，视星等为5.98，位于銀經330.48，銀緯16.55，其B1900.0坐标为赤經15h 3m 42.4s，赤緯-38° 16.55′ 37″。